# Любореч (потік)
Любореч (словац. Ľuboreč) — річка в Словаччині; ліва притока Тисовника довжиною 14,3 км. Протікає в округах Лученець і Вельки Кртіш.
Витікає в масиві Оструожки на висоті 660 метрів. Протікає територією сіл Абелова; Любореч; Любор'єчка і Долна Стрегова.
Впадає в Тисовник за селом Долна Стрегова.